# LIFE+
LIFE+ – instrument finansowy Unii Europejskiej funkcjonujący od 2007 roku. Zastąpił poprzednio funkcjonujący, podobny instrument LIFE. LIFE+ finansuje w 50-75 procentach projekty z zakresu ochrony środowiska i przyrody, w tym w szczególności projekty dotyczące ochrony sieci Natura 2000.

## LIFE +, czyli plany na lata 2007–2013
Program LIFE + jest to kontynuacja pomocy unijnej na inicjatywy proekologiczne przewidziana na lata 2007–2013. Prawdopodobnie w lipcu bieżącego roku nastąpi modyfikacja zasad naboru i oceny projektów, natomiast główne cele i priorytety nie ulegną zmianom.

Podobnie, jak w przypadku LIFE, LIFE +został podzielony na trzy tematyczne komponenty:
1. LIFE + Przyroda i różnorodność biologiczna
2. LIFE+ Polityka i zarządzanie w zakresie ochrony środowiska
3. LIFE+ Informacja i komunikacja

W Polsce, od 2008 roku rolę Krajowej Instytucji Wdrażającej oraz Krajowego Punktu Kontaktowego dla Instrumentu LIFE+ pełni Narodowy Fundusz Ochrony Środowiska i Gospodarki Wodnej.